# 宮氏信
宮 氏信（みや うじのぶ、生年不詳 - 応永6年（1399年））は、南北朝時代から室町時代前期の武将。宮兼信の子。通称は下野次郎、後に次郎左衛門尉、上野介入道と称した。

## 生涯
室町幕府の備中守護であった宮兼信の嫡男として生まれた。父兼信と共に足利尊氏・義詮に仕える。貞治2年/正平18年（1363年）の備後宮内合戦で、備後品治郡宮内に陣した足利直冬の軍勢を打ち破る（『太平記』38）。応永6年（1399年）の応永の乱で幕府軍として丹波国に出陣して討ち死にした（『応永記』）。法名は勝源因公。
備後に明極楚俊を開山として護国寺を建立した。子孫は「宮上野介家」として備後に大きな勢力を持った。
上野介家として史上に現れるのは満信（上野介、入道信雄）、教信（又次郎・次郎左衛門尉、上野介）、政信（若狭守）、実信（上野介）などである。